# Mirno teku rijeke
"Mirno teku rijeke" pjesma je pjesnika Drage Britvića koju je uglazbio skladatelj Miroslav Biro, a prvi put je izvedena na Festivalu Opatija 1959. Aranžman je napisao Ferdo Pomykalo, a pjesmu su otpjevali u alternaciji (takav je tada bio običaj)  Vice Vukov i Dušan Jakšić. Pjesma je osvojila prvu nagradu festivala  i postala prvi pravi hit jugoslavenskih radio stanica ranih 1960-ih.

## O pjesmi
Profinjeni stihovi Drage Britvića te jednostavna i pomalo sjetna glazba skladatelja Miroslava Biroa uz finu orkestraciju Ferde Pomykala bili su pravi recept za uspjeh. Po mišljenju mnogih glazbenih kritičara i poznavatelja glazbe, Mirno teku rijeke jedna je od najboljih pjesama koje su skladane za festival zabavne glazbe u Opatiji.

## Stihovi pjesme (Drago Britvić)
Mirno teku rijeke

mirno žita šume

svjetlo njiše misli

misli njišu šume.

Ptica let šara svod

pršti pjev u jasni vedri dan

jasni dan, vedri smijeh

vedar čovjek nikad nije sam.

Maštom takneš, svaku travku, cvijet

tu si velik ti i tvoj je svijet.

Onda mir, samo mir

Rijeka, šuma, plavi svod i ti.

Još da skineš dugu

sjajnu, vrelu, žarku

sve bi zlato dana

stalo u tu bajku.

Ptica let šara svod

pršti pjev u jasni vedri dan

jasni dan, vedri smijeh

vedar čovjek nikad nije sam.

Maštom takneš, svaku travku, cvijet

tu si velik ti i tvoj je svijet.

Onda mir, samo mir

Rijeka, šuma, plavi svod i ti.

## Vanjski izvori
Vice Vukov pjeva 1985 - Mirno teku rijeke na YouTube